# T24 소셜 페스티벌
T24 소셜 페스티벌은 2012년 9월 8일에 일어난 행사이다. T24 소셜 페스티벌은 8월 30일에 SLR클럽의 자유게시판에서 24인용 텐트를 혼자칠 수 있냐는 글에서 시작하여, 9월 8일에 행사가 주최되었다.

## 전개
2012년 8월 30일 SLR클럽의 자유게시판에 24인용 텐트를 혼자 칠수 있다는 글이 올라왔다. 이에 네티즌들의 반응은 불가능하다는 것이었으나, 한 사용자가 해당 글에 가능하다는 의도의 댓글을 달아, 혼자서 텐트를 칠 수 있다고 주장하였다. 이에, 해당 사용자는 장소가 있다면 직접 텐트를 치겠다고 하였고, 상호 간의 50만 원의 내기가 만들어졌다. 이를 지켜보던 당시 (주)에스지인터넷 마케팅 팀장이 텐트를 지원하기로 하고, 회원들이 이에 가세함에 따라서 행사는 본격적으로 진행되어, 조직위원회가 결성되었으며, 이 행사의 제목이 'T24 소셜 페스티벌'로 정해지게 되었다.
행사 당일인 9월 8일, 서울 양천구 신월동 신원초등학교에서 행사가 벌어졌으며, 해당 사용자는 1시간 25분 가량의 시간동안 텐트를 완성하였다.